# Le Champion (film, 1949)
Pour les articles homonymes, voir Le Champion.
Pour plus de détails, voir Fiche technique et Distribution.
Le Champion (titre original : Champion) est un film américain réalisé par Mark Robson, sorti en 1949.

## Synopsis
Le film raconte l'ascension de Midge Kelly, joué par Kirk Douglas, dans la boxe.

## Fiche technique
- Titre : Le Champion
- Titre original : Champion
- Réalisation : Mark Robson
- Scénario : Carl Foreman et Ring Lardner
- Photographie : Franz Planer
- Montage : Harry W. Gerstad
- Musique : Dimitri Tiomkin
- Production : Stanley Kramer
- Pays de production :  États-Unis
- Format : noir et blanc — 35 mm — 1,37:1 — son mono
- Genre : drame, film noir
- Durée : 99 minutes
- Dates de sortie : 
  - États-Unis : 7 avril 1949 (première à Miami) ; 20 mai 1949 (sortie nationale)
  - France : 29 juin 1949

## Distribution
- Kirk Douglas (VF : Roger Rudel) : Michael « Midge » Kelly
- Marilyn Maxwell (VF : Sylvie Deniau) : Grace Diamond
- Arthur Kennedy (VF : Roger Till) : Connie Kelly
- Paul Stewart (VF : Serge Nadaud) : Tommy Haley
- Ruth Roman (VF : Claire Guibert) : Emma Bryce
- Lola Albright : Palmer Harris
- Harry Shannon : Lew
- Esther Howard : Mme Kelly
- Sam Balter (VF : Lucien Bryonne) : Sam Benton, le commentateur sportif
- John Day (VF : Raymond Loyer) : Johnny Dunne
- George Meader (VF : Paul Forget) : le docteur du combat
- Ralph Sanford (VF : Raymond Rognoni) : Hammond
- Court Shepard (VF : Jean Clarieux) : le boxeur Mendoza
- Luis Van Rooten (VF : Jean Lemarguy) : Jerry Harris
- Don Brodie (VF : Jacques Beauchey) : le journaliste s'exprimant à la radio après le combat
- Bill Baldwin (VF : Claude Bertrand) : Bill Brown (Browning en VF), le commentateur sportif